# Stanisław Lubomirski (Magnat, 1704)

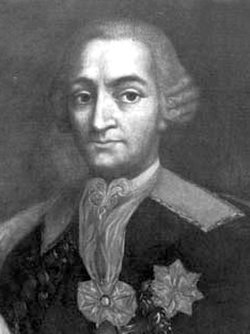
Stanisław Lubomirski

Stanisław Lubomirski (* 1704; † 19. Juli 1793 in Warschau) war ein polnischer Adeliger, Magnat und Reichsfürst im HRR.

## Leben
Stanisław entstammte dem polnischen Magnatengeschlecht der Lubomirskis. Er war der Sohn von Jerzy Alexander Lubomirski (1669–1735) und der Joanna von Starzhausen, somit ein Ururenkel von Jerzy Sebastian Lubomirski. Er bekleidete ab 1764 das Staatsamt eines Wojewoden von Bracław (Wojewodschaft Bracław) und ab 1772 von Kiew (Wojewodschaft Kiew mit Hauptsitz in Schytomyr, Kiew war ab 1667 russisch). Für seine Dienste um die polnisch-litauische Adelsrepublik wurde er mit dem Orden des Weißen Adlers ausgezeichnet. Stanisław war einer der reichsten Magnaten im damaligen Polen, zum Vermögen der Lubomirskis gehörten, neben ausgedehnten Latifundien, 31 Städte und 738 Dörfer.

## Ehe und Nachkommen
Stanisław Lubomirski heiratete 1740 Ludwika Honorata Pociej († 1786). Mit ihr hatte er fünf Kinder:
- Franciszek Ksawery Lubomirski (1747–1819), polnischer Graf, Reichsfürst im HRR und russischer General;
- Józef Lubomirski (1751–1817), polnischer Kastellan, Starost, General und Reichsfürst im HRR;
- Michał Lubomirski (1752–1825), polnischer General und Reichsfürst im HRR;
- Aleksander Lubomirski (1765–1808), polnischer Kastellan, französischer General und Reichsfürst im HRR;
- Ludwika Lubomirska († 1829), verheiratet ab 1775 mit Józef Makary Potocki;